# Ференц Бернат
Ференц Бернат (угор. Bernáth Ferenc; Чоп, 1981) — гітарист-віртуоз, композитор, кандидат мистецтвознавства, громадський діяч, Посол Миру.

## Біографія
Народився 15 липня 1981 року, на Закарпатті в угорській сім'ї. Виріс у с. Тийглаш у сім'ї інтелігентів.
Займатись на гітарі почав у Чопській ДМШ, пізніше навчався в Ужгородському Коледжі Мистецтв в класі Ф. Смерічко. Вищу освіту здобув із відзнакою та присвоєнням кваліфікації концертного виконавця та педагога в Харківський національний університет мистецтв ім. І. П. Котляревського, клас професора Володимира Доценко. У цьому ж навчальному закладі захистив кандидатську дисертацію та здобув науковий ступінь кандидат наук (науковий керівник Юлія Ніколаєвська).
З 2007 року проживає в м. Будапешт (Угорщина), завідувач кафедри струнно-щипкових інструментів в Інституті мистецтв ім. Бені Еґрешші, та викладач по класу гітари в Vienna Konservatorium Budapest (філія Віденської консерваторії в м. Будапешт). Його студенти стали лауреатами та дипломантами понад 60 музичних конкурсів та фестивалів.

## Благодійна діяльність
Ференц Бернат щороку дає ряд благодійних концертів на допомогу різним організаціям, лікарням, дітям сиротам тощо.
У 2014—2015 роках дав серію концертів на допомогу Україні.
У 2020 році Федерацією Всесвітнього Миру за значну благодійну роботу Ференц Бернат був нагороджений званням Посол Миру.

## Концертна діяльність
Веде активну концертну діяльність, виступає з сольними програмами, а також як соліст у супроводі симфонічних оркестрів. Член журі та веде майстеркласи на міжнародних гітарних фестивалях-конкурсах. Виступає на міжнародних фестивалях де популяризує українську-угорську класичну та народну музику. Його запрошують до показу прем'єр, серед яких найзначніші:
- Дмитро Малий: «Концертіно для гітари з симфонічним оркестром», Харків 2013, прем'єра.
- Лео Брауер: «Концерт № 3 Елегійний, для гітари з оркестром» Будапешт 2012, всеугорська прем'єра.
- Габор Керек: «Концерт для двох гітар блокфлейт та ударних» Ніредьгаза 2005, прем'єра.

Також показав прем'єри ряду інших творів та власних обробок: Д. Задора, Л. Брауера, Брамса, Гордієнко, Стасюка, та інші.
З 2017 року почесний член Асоціації гітаристів Національної всеукраїнської музичної спілки України.

## Деякі виступи
- Міжнародний Фестиваль сучасної музики «Контрасти», м. Львів, 2013.
- Міжнародний Фестиваль класичної та сучасної музики «Сузір'я Закарпаття», м. Ужгород, 2013.
- Міжнародний етноджазовий фестиваль «Мистецтво Толерантності», м. Євпаторія, 2013.
- Міжнародний етноджазовий фестиваль «Мистецтво Толерантності», м. Харків, 2013.
- Міжнародний фестиваль української музики, м. Залец, 2013.
- Міжнародний фольклорний фестиваль, м. Секешфегервар, 2013, 2011.
- Концерт української та угорської музики, м. Веспрем 2013, 2011.
- Фестиваль «Гала національностей Угорщини», м. Будапешт, 2013, 2008.
- Новорічний гала-концерт національностей Угорщини, м. Будапешт, 2013.
- Фестиваль «Осінь Ференцвароша», м. Будапешт, 2012.
- Міжнародний фестиваль «Музика без кордонів», м. Ужгород, 2012.
- Міжнародний гітарний фестиваль «Акорди озера», м. Балатонакалі, 2013.
- Міжнародний фестиваль класичної гітарної музики «Осінні фарби», м. Рівне, 2013.
- Міжнародний гітарний фестиваль «ГІТАС», м. Київ, 2013.
- Міжнародний фестиваль гітарного мистецтва, м. Харків, 2012.
- День української культури в Угорщині, м. Будапешт, 2009.
- Концерт пам'яті Тараса Шевченка, м. Комаром, 2009.
- Міжнародний гітарний фестиваль, м. Балатонфюред, 2008, 2007 (на цьому фестивалі було виконано вісім сольних концертів протягом восьми днів. Фестиваль вдвічі здобув диплом Рекорду Гіннеса).
- Міжнародний гітарний фестиваль «Дніпровські сузір'я», м. Київ, 2008.
- Міжнародний гітарний фестиваль ім. Дж. Дюарта, м. Руст (Австрія), 2008.
- Міжнародний гітарний фестиваль ім. Й. Мертца, м. Братислава (Словаччина), 2008.
- Міжнародний фольклорний фестиваль м. Кіштарча, 2008.
- Міжнародний фестиваль опери, м. Мішкольц, 2008.
- Міжнародний фольклорний фестиваль, м. Рієка, 2008.
- Міжнародний гітарний фестиваль, м. Сегед, 2005.
- Міжнародний гітарний фестиваль «Мілленіум», м. Естергом, 2001.

## Нагороди
- Премія ЕҐРЕШШІ (Будапешт, 2024)
- Гран-прі Міжнародного конкурсу гітаристів «Ренесанс гітари» (Білорусь, 2021)[1].
- Звання Посол миру від Федерації всесвітнього миру за значну благодійну роботу (Будапешт, 2020).
- 1-ша премія на Міжнародному конкурсі «CaspiArt World» (Туреччина, 2019).
- 1-ша Премія на Міжнародному конкурсі композиторів «КомпоГітар» (Київ, 2018).
- Гран-прі Міжнародного конкурсу композиторів «Закарпатський едельвейс» (Ужгород, 2018).
- Премія «David Arts» (Будапешт, 2016).
- Нагрудний знак «Тараса Шевченка» від Світового Конґресу Українців, за значний культурний внесок та зміцнення Українсько-угорських культурних відносин (Будапешт, 2014).
- За значний внесок в музично-педагогічну діяльність Угорщини нагорода «ARTISJUS» (Будапешт, 2012).
- За збереження та популяризацію національних цінностей на території Угорщини нагорода «Pro Cultura Minoritatum Hungariae» (Будапешт, 2012).
- Грамота за значний культурний внесок та зміцнення міжнаціональних відносин між Україною та Угорщиною (Сімферополь, 2012).
- Диплом рекорду Гіннеса 2008, 2007.

## Дискографія
- «Почуття та настрої» (Érzések és Hangulatok), соло, CD, м. Загонь 2005.
- «Ліричні мелодії» (Lírai dallamok) дует флейта-гітара, CD, м. Будапешт 2009.
- «Магія Гітари» (Gitár Mágia). Концерт на DVD, м. Будапешт 2011.
- «Подвійний Парафраз» гітарний дует, CD, м. Мішкольц 2012.
- «Дитячі забави» (Gyerekjáték). Характерні твори для класичної гітари. Ноти + CD, 2012.
- «Магія Карпат» гітарний дует. CD, м. Будапешт 2017.
- «Прелюдії Пейзажі». Нотне видання авторських творів для гітари соло, Будапешт 2019.
- "Дíвчина з блакитними трояндами" Нотне видання флейта-гітара, м. Будапешт 2019.
- «Light pieces for piano» Нотне видання авторських творів для фортепiано соло та в чотири руки. м. Будапешт, 2019
- "Гітарні візерунки" Нотне видання для гітари соло м. Будапешт 2020
- "Португальске Фаду" Нотне видання для гітари соло м. Будапешт 2023